# Jean-François Champollion
Jean-Francois Champollion (Figeac, 23. prosinca 1790. – Pariz, 4. ožujka 1832.). francuski znanstvenik, filolog i orijentalist, i smatra se ocem moderne egiptologije.
Champollion je uspio razjasniti sustav egipatskog pisma - hijeroglifa. Champollionovi prethodnici koji su također pridonijeli dešifriranju hijeroglifa bili su Silvestre de Sacy, Johan David Akerblad, Thomas Young i William Bankes.
Champollion je preveo dijelove kamena iz Rozete, otkrivajući sličnost egipatskog jezika s koptskim. Otkrio je da je sustav egipatskog pisma kombinacija fonetskih (zvučnih) i ideogramskih (slikovnih) znakova.

## Životopis
Champollion je rođen u Figeacu u Francuskoj, bio je posljednje od sedmero djece (od kojih je dvoje umrlo prije njegovog rođenja). Nekoliko godina živio je u Grenoblu, a već kao dijete pokazao je izuzetan dar za jezike. 
Već do 16. godine svladao je desetak jezika uključujući koptski, a postao je zaljubljenik u staroegipatsku kulturu u doba kad je bila vrlo malo poznata. Champollionov interes za egiptologiju uvelike je bio inspiriran Napoleonovim osvajanjima u Egiptu u razdoblju 1798. – 1801.  godine.
Do 20. godine Champollion je naučio latinski, grčki, hebrejski, sanskrt, amharski, avestički, pahlavi, arapski, sirijski, kaldejski, perzijski, etiopski i kineski. Godine 1809.  postao je asistent - profesor na odsjeku povijesti Grenoblea.
Obzirom na njegov interes za orijentalne jezike, naročito koptski, povjereno mu je dešifriranje novotkrivenog kamena iz Rozete. Razdoblje od 1822. – 1824.  godine proveo je na tom zadatku te je uspoređivao grčki natpis kamena iz Rozete s hijeroglifskim pismom drugih egipatskih spomenika.
Otkrio je određena slova i došao do zaključka da egipatsko pismo uključuje zvučne i slikovne znakove. Prvi je odgonetnuo imena Kleopatra i  Ptolomej, a uočio je i razliku između hijeroglifskog pisma i kasnijih jednostavnijih verzija (hijeratsko i demotsko pismo).  Rezultate svojeg rada objavio je u  Précis du système hiéroglyphique iz 1824. godine. Danas njegovo otkriće predstavlja temelj moderne egiptologije.
Champollion je također otkrio važnost Torinske kraljevske liste ili Torinskog kanona (iz Egipatskog muzeja u Torinu), jedinstvenog papirusa iz doba kralja  Ramzesa II. koji sadržava popis svih staroegipatskih stvarnih i mitskih vladara, kao i imena  božanstava iz predfaraonskog doba. 
Champollion je 1826.  godine utemeljio egipatsku zbirku muzeja Louvra i postao profesor egiptologije na Collège de France. 

## Champollion i Young
Englez Thomas Young je drugi znanstvenik koji se smatra najzaslužnijim za razumijevanje egipatskog pisma. Young je svoj rad temeljio na radu švedskog diplomata Akerblada koji je istraživao demotski alfabet od 29 slova, uvjeren da je isključivo fonetski.
Do godine 1814.  Young je u potpunosti preveo demotski tekst kamena iz Rozete, pri čemu je sastavio listu od 86 demotskih riječi.
Young je potom proučavao hijeroglifski alfabet i učinio određeni napredak, no smatrao je da se radi o prijevodu (demotsko i hijeroglifsko pismo), dok je ustvari bila riječ o parafrazama. 
Godine 1823.  objavio je Account of the Recent Discoveries in Hieroglyphic Literature and Egyptian Antiquities. Neki od Youngovih zaključaka pojavili su se u znamenitom članku Egipat kojega je napisao za Encyclopædiju Britannicu 1818.  godine.
Kad je iduće godine Champollion objavio svoj prijevod hijeroglifa, Young ga je pozdravio ali je također ustvrdio da je Champollionov sustav baziran na njegovim člancima.
No Champollion je to odbacio i nije bio voljan pripisati zasluge Youngu. U narednom razdoblju, u skladu s političkim tenzijama, Velika Britanija podupirala je Younga a Francuzi Champolliona. 
Premda je Champollionovo razumijevanje gramatike egipatskog pisma ukazivalo na pogreške vidljive i kod Younga, ustrajao je u tvrdnji da je sam dešifrirao fijeroglife. No nakon 1826. godine, kao kustos Louvra, ponudio je Youngu pristup demotskim rukopisima.

## Francusko-toskanska ekspedicija
Ippolito Rosellini, utemeljitelj talijanske egiptologije, doputovao je 1827. godine u Pariz s u svrhu proučavanja hijeroglifa po Champollionovoj metodi. 
Ova dva filologa postali su veliki prijatelji te su odlučili organizirati ekspediciju u Egipat kako bi potvrdili valjanost svojih otkrića. Ova znanstvena misija, poznata kao Francusko- toskanska ekspedicija, ostvarena je uz pomoć toskanskog vojvode  Leopolda II.  i francuskog kralja Karla X. .
Predvođena samim Champollionom, ekspedicija s 14 članova krenula je  21.srpnja 1828. brodom iz Toulona prema Egiptu. Plovili su uzvodno rijekom Nil te pritom proučavali brojne spomenike i natpise, a otkrića su kasnije objavljena u Monuments de l'Egypte et de la Nubie (1845.).
No ova je ekspedicija postala poznata i po destrukciji staroegipatskih spomenika. Pri istraživanju Doline kraljeva, Champollion je nepovratno oštetio grobnicu  Setija I., odnoseći dvije velike zidne slike (zrcalne scene), koje se danas nalaze u Louvru i firentinskom muzeju.
Narušenoga zdravlja i iscrpljen radom, Champollion je umro 1832. godine u Parizu, u dobi od 41 godine.
Pojedine dijelove Champollionovih radova obradio je njegov stariji brat Jacques Joseph Champollion-Figeac, a Champollionov sin Aimé-Louis (1812. – 1894.), napisao je biografiju braće.

## Vanjske poveznice
- Champollion: Grammaire Egyptienne